# Weihnachtsgurke

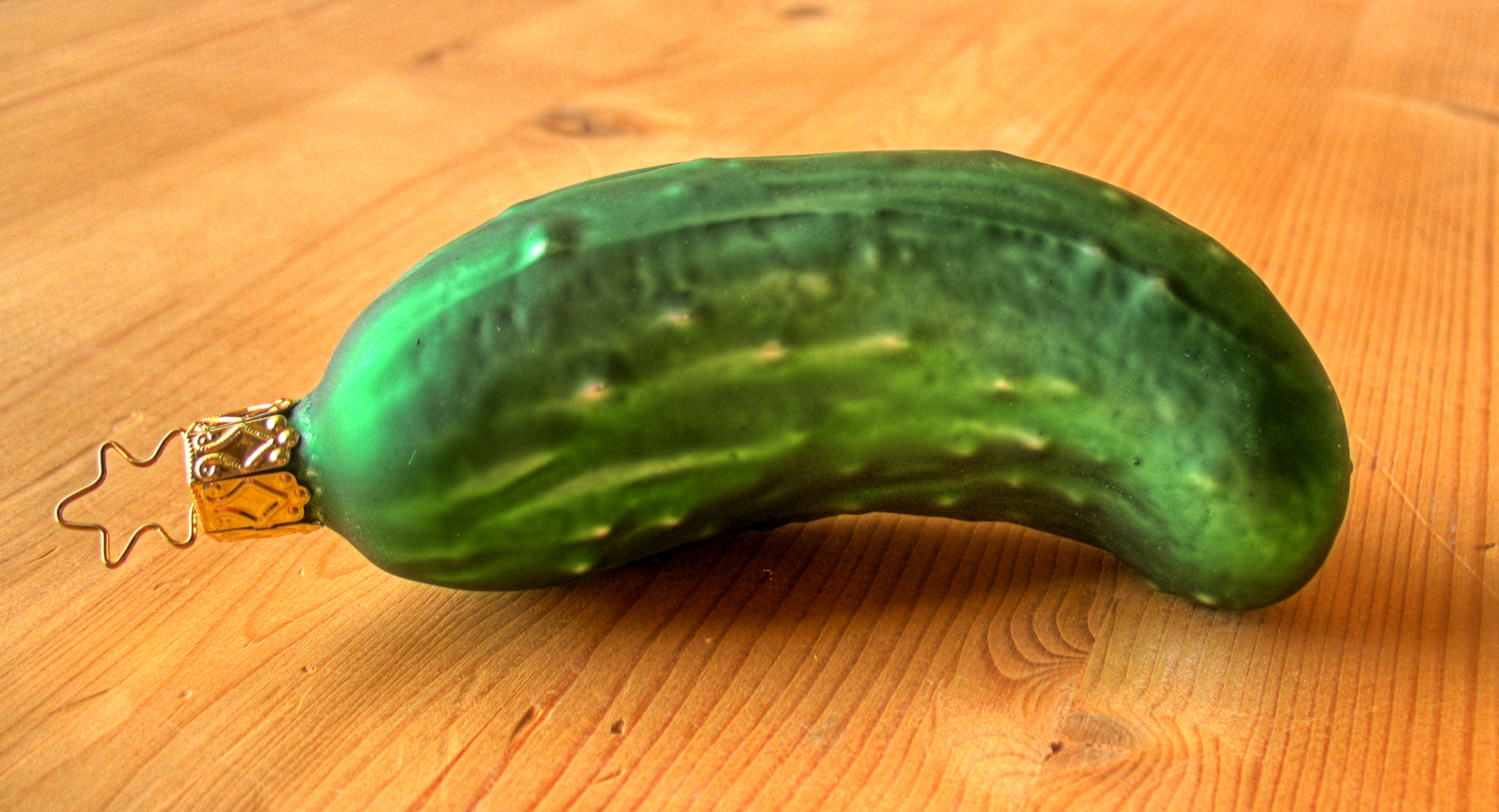
Weihnachtsgurke aus Glas

Eine Weihnachtsgurke (englisch Christmas pickle) ist amerikanischer Weihnachtsbrauch. Dabei wird ein Weihnachtsbaumschmuck in Form einer Gewürzgurke (englisch pickle) an einem Weihnachtsbaum versteckt, wer die Gurke zuerst findet erhält ein zusätzliches Geschenk oder soll im kommenden Jahr besonderes Glück haben. In den Vereinigten Staaten wird häufig ein deutscher Ursprung des Brauchs angenommen, wo er jedoch überwiegend unbekannt ist. 

## Brauch

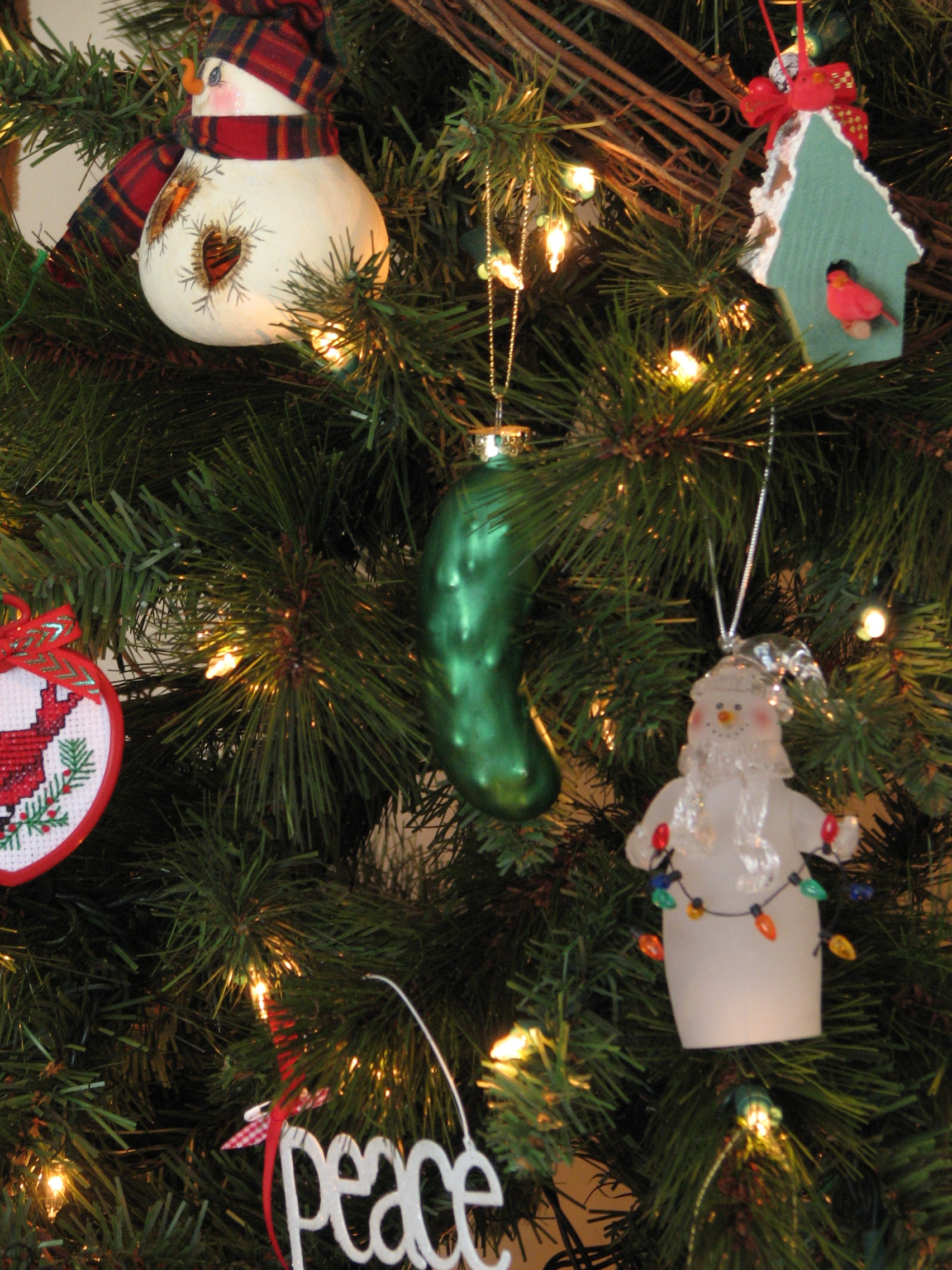
Eine Weihnachtsgurke versteckt zwischen den Zweigen eines Weihnachtsbaums

Die Weihnachtsgurke wird am Heiligen Abend etwas versteckt zwischen den Zweigen des Weihnachtsbaums gehängt. Durch ihre grüne Farbe ist die Gurke nicht ganz so leicht zu entdecken. Die Weihnachtsgurke selbst kann dabei matt oder glänzend sein und teilweise auch zusätzlich dekoriert sein. Wer am Morgen des ersten Weihnachtstags, an dem in den USA üblicherweise die Bescherung stattfindet, als Erste oder Erster die Weihnachtsgurke entdeckt, erhält ein zusätzliches Geschenk und/oder soll im kommenden Jahr besonders viel Glück haben.

## Verbreitung
Der Brauch ist vor allem im Mittleren Westen der Vereinigten Staaten verbreitet, wo viele Familien mit deutschen Vorfahren leben. Berrien Springs in Michigan bezeichnet sich selbst als Weihnachtsgurken-Hauptstadt und feiert jährlich Anfang Dezember ein Weihnachtsgurkenfest.
In Deutschland ist der Brauch weitestgehend unbekannt. Laut dem Meinungsforschungsinstitut YouGov gaben im Jahr 2016 unter den befragten Deutschen 91 Prozent an, den Brauch nicht zu kennen. Lediglich 2 Prozent erklärten, dass sie die Tradition selbst praktizieren. Ob die in neuerer Zeit vereinzelt im deutschsprachigen Raum auftretenden Weihnachtsgurken auf eine nahezu vergessene lokale Tradition oder eine Übernahme aus den Vereinigten Staaten zurückgehen ist unklar.

## Ursprung

Christbaumschmuck in einem deutschen Katalog von 1909, unter anderem in Gurkenform

Die Wurzeln des Brauches sind nicht gesichert, in den Vereinigten Staaten wird er häufig als alte deutsche Tradition gesehen. Vermutlich trat er erstmals im Zusammenhang mit dem massenhaften Import von gläsernem Weihnachtsschmuck aus Deutschland ab den 1880er Jahren auf, die in Kaufhäusern wie Woolworth’s verkauft wurden. Diese hatten häufig die Formen von Obst und Gemüse. Daneben sind diverse weitere ungesicherte Ursprungsgeschichten verbreitet:
Nach einer Geschichte gehe die Tradition auf einen aus dem Königreich Bayern stammenden Auswanderer namens John C. Lower (ursprünglich Hans Lauer) zurück. Dieser soll im Amerikanischen Bürgerkrieg auf Seiten der Nordstaaten gedient haben und schließlich nach seiner Gefangennahme im April 1864 in das Kriegsgefangenenlager Camp Sumter bei Andersonville überführt worden sein, das später für seinen unmenschlichen Umgang mit den Gefangenen bekannt wurde. Der Erzählung nach stand Lower am Heiligen Abend deshalb kurz vor dem Hungertod und überlebte angeblich nur durch die Barmherzigkeit eines Wärters, welcher ihm eine einzelne Essiggurke verschaffte. Nach dem Kriegsende soll Lower zu seiner Familie zurückgekehrt sein und von nun an in Gedenken an seine Rettung stets eine Gurke an den Weihnachtsbaum gehängt haben. Der genaue Ursprung dieser Legende ist unklar.
Eine andere Geschichte führt den Brauch auf zwei spanische Kinder zurück, die an Weihnachten von einem Wirt in ein Gewürzgurkenfass gesperrt und später von St. Nikolaus befreit wurden.